# Михаил I Рангаве
Михаил I Рангаве (греч. Μιχαήλ Α' Ραγκαβής; около 770, Константинополь — 11 января 844, Антигони) — византийский император, правивший в 811—813 годах.

## Биография
Михаил был сыном начальника Эгейского флота Феофилакта Рангаве. После того, как он женился на Прокопии, дочери императора Никифора I, получил должность куропалата в 802 году.
Когда Прокопия не смогла убедить своего больного брата императора Ставракия назвать Михаила своим преемником, тот в октябре 811 году при помощи своих сторонников захватил власть, низложив Ставракия. По словам Феофана Исповедника, Михаил был добр, но не искусен в управлении и рабски предан Феоктисту и другим военачальникам. Михаил оставил умеренные налоги, установленные Никифором, а также щедро раздавал деньги армии, церкви и народу в результате чего казна наполненная Никифором опустела быстро. Патриарх Никифор потребовал от нового императора письменной клятвы не отступать от православной веры, иконопочитания и не посягать на права церкви. В угоду воинствующему фанатизму монашества василевс объявил смертную казнь всем еретикам.
В 812 году Михаил I Рангаве начал переговоры с королём франков Карлом Великим и признал за тем право на императорский титул. В обмен на это признание Венеция была возвращена в состав Византийской империи.
На долю императора Михаила I выпала тяжёлая война с болгарами, начатая его тестем. В 812 году болгары взяли Месемврию, подошли к стенам Константинополя, но были отбиты. В феврале 813 года Михаилу I удалось вернуть Месемврию, но затем войско стало роптать на командира, который, опьяненный первым успехом, блуждал с армией по Фракии, нимало не смущаясь опасной близостью полчищ Крума. Видя беспечность императора, в самой столице нашлись люди, в отчаянии призывавшие «восстать» из могилы победоносного Константина Копронима и помочь погибающему государству. И не напрасно 22 июня 813 года ромейское войско встретилось с болгарским ханом Крумом под Версиниками, неподалёку от Андрианополя, и потерпело от него жестокое поражение, причём греки обратились в бегство ещё до того как болгары успели на них напасть.
Проклиная трусость воинов, Михаил I вернулся в Константинополь. Во главе армии он оставил своего полководца, Льва Армянина. Узнав вскоре, что тот провозгласил себя императором страны, Михаил немедленно сложил с себя власть и постригся в монахи. Он скончался 11 января 844 года.

## Характер
Как человек великодушный и не сребролюбивый, Михаил I Рангаве утешил и наградил всех обиженных Никифором, подарками привлек к себе сенат и войска. Он обогатил патрициев, сенаторов, архиереев, иереев, монахов, военных и нищих как в столице, так и в провинциях, так что сокровища, собранные императором Никифором, были растрачены в несколько дней.